# Ritratto di Paolina Adorno Brignole-Sale
Il Ritratto Paolina Adorno Brignole-Sale è un dipinto a olio su tela di Anton Van Dyck datato 1627 e conservato ai Musei di Strada Nuova a Genova.

## Storia

### Provenienza
Il dipinto fu donato nel 1874 al comune di Genova dalla Duchessa di Galliera Maria Brignole-Sale De Ferrari.
Il ritratto raffigura Paolina Adorno Brignole-Sale e venne eseguito assieme a quello del marito, il marchese Anton Giulio Brignole-Sale. Questi due dipinti sono presumibilmente gli ultimi che il pittore fiammingo realizzò a Genova.  Appartengono da sempre alla quadreria Brignole-Sale e sono gli unici ad essere rimasti nella residenza della famiglia da cui sono stati commissionati. Vennero portati a Palazzo Rosso dal figlio della coppia, Ridolfo I, dopo la metà del Seicento. Nel 1687 vennero ricomprati dal cadetto Gio. Francesco I per evitare che alla morte del fratello, deceduto senza discendenti maschi, finissero in mani estranee. Sono tutt'ora esposti al secondo piano nobile del Palazzo.

## Descrizione e stile
Lo schema compositivo segue da vicino i modelli ritrattistici utilizzati in diverse occasioni da Van Dyck durante la sua carriera artistica. La nobildonna, ritratta all'età di vent'anni, è rappresentata a figura intera e girata di tre quarti, con lo sguardo rivolto direttamente verso l'osservatore. Nella mano destra tiene una rosa completamente sbocciata,  simbolo della fugacità della bellezza destinata a sfiorire. Lo stesso significato viene richiamato anche dal pappagallo, le cui piume sono sparse sul cuscino. Entrambi i dettagli sono stati presumibilmente dipinti da Jan Roos che collabora con Van Dyck durante il suo soggiorno genovese grazie all'intermediazione del pittore anversano Cornelis De Wael, maestro del Roos. 
L'ambientazione è contraddistinta da un loggiato con imponenti colonne e un drappo rosso che scende dall'alto. Paolina indossa un sontuoso abito da cerimonia realizzato con una leggera sfumatura di colore blu per rappresentare il tessuto, e con una pasta più densa di colore giallo e bianco, per l'oro dei ricami. Questi ultimi sono resi ancor più visibili grazie al restauro del 1955, che ha eliminato i maldestri interventi del passato. Tutti gli elementi vengono inseriti per soddisfare le esigenze di rappresentanza e di status nobiliare raggiunto dalla famiglia. L’abilità ritrattistica di Van Dyck riscosse infatti un notevole successo tra la nobliltà emergente, decisa a sfruttare il valore simbolico delle immagini per affermare e celebrare il proprio ceto sociale. Sono numerosi gli esponenti dell'aristocrazia cittadina genovese che vollero farsi effigiare dal giovane artista fiammingo giunto a Genova nel 1621 come “miglior discepolo” di Rubens.